# Vasa Popović
Vasa Popović (Jazak, 16. mart 1923 – Beograd, 23. jun 2007) bio je pisac, scenarista, novinar, satiričar, humorista.
Bio je učesnik NOB–a.
Bio je veliki prijatelj Branka Ćopića i Miloša Crnjanskog, dugogodišnji urednik „Ježa“ i „NINa“. Britak i duhovit pisao je humoreske za „Politiku“. Neposredno posle Titove smrti napisao je humoresku „Bure“ sa aluzijom na budući raspad Jugoslavije, zbog čega je hitno udaljen iz javnog života.

## Knjige
- Sremski zagrljaji, zbirka pesama (1952)[2]
- Volite se ljudi, zbirka pripovedaka (1954)[2]
- Čovek traži sreću (1956)
- Šeretska putovanja (1957)
- Šešir dole putovanju (1959)
- Kod sudije za prekršaje (1964)
- Priče iz belog sveta (1980)
- Antologija leve strane
- Kandidat za junaka
- Filip na konju

## Scenarija za filove i TV serije, adaptacije
- Filip na konju (TV Mini serija) (scenario 5 episodes)
  - Orden (1973) ... (scenario)
  - Front (1973) ... (scenario)
  - Saputnik (1973) ... (scenario)
  - Puška (1973) ... (scenario)
  - Ratovanje Filipa Brzaka (1973) ... (scenario)
- 1969 Nedozvani (TV Film) (adaptacija)
- 1969 Preko mrtvih (TV Film) (adaptacija)
- 1968 Maksim naseg doba (TV Serija) (scenario 9 episodes)
  - Kraj igre (1968) ... (scenario)
  - Svečani prijem (1968) ... (scenario)
  - Mnogo čudna neka generacija (1968) ... (scenario)
  - Neobičan prosjak (1968) ... (scenario)
  - Pobeći iz kruga (1968) ... (scenario)
- 1967 Volite se ljudi (TV Serija) (scenario 8 episodes)
  - Traktat o braku (1967) ... (scenario)
  - Ljubav na optuženickoj stolici (1967) ... (scenario)
  - Takmicenje (1967) ... (scenario)
  - Veče jednog studenta (1967) ... (scenario)
  - Volelo se dvoje starih (1967) ... (scenario)
- 1964 1966 Kod sudije za prekršaje (TV Serija) (scenario 13 episodes)
  - Izlet (1966) ... (scenario)
  - Ima zakona - Nema zakona (1966) ... (scenario)
  - Siledzija (1966) ... (scenario)
  - Srpski Rašomon (1966) ... (scenario)
  - Rodjendan jednog Mikija (1965) ... (scenario)
- 1963 Kir Janja (TV Film) (adaptacija)
- 1962 Mandragola (TV Film) (adaptacija)
- 1962 Koštana (TV Film) (adaptacija)
- 1961 Parče plavog neba... (scenario)
- 1960 Ostrvo mira (TV Film) (adaptacija)
- 1995 Vreme televizije 2 (TV Serija)

## Literatura
- „Trezor - Devedeset godina od rođenja Vase Popovića”. RTS. 15. 5. 2013. Приступљено 7. 6. 2015.